# Санді-Крік Тауншип (округ Мерсер, Пенсільванія)
Санді-Крік Тауншип (англ. Sandy Creek Township) — селище (англ. township) в США, в окрузі Мерсер штату Пенсільванія. Населення — 802 особи (2020).

## Демографія
Згідно з переписом 2010 року, у селищі мешкало 795 осіб у 320 домогосподарствах у складі 216 родин. Було 341 помешкання
Расовий склад населення:
| - 98,6 % — білих - 0,3 % — чорних або афроамериканців - 0,1 % — азіатів |

До двох чи більше рас належало 1,0 %. Частка іспаномовних становила 0,1 % від усіх жителів.
За віковим діапазоном населення розподілялося таким чином: 20,9 % — особи молодші 18 років, 63,4 % — особи у віці 18—64 років, 15,7 % — особи у віці 65 років та старші. Медіана віку мешканця становила 43,9 року. На 100 осіб жіночої статі у селищі припадало 103,3 чоловіків;  на 100 жінок у віці від 18 років та старших — 106,9 чоловіків також старших 18 років.
Середній дохід на одне домашнє господарство  становив 56 756 доларів США (медіана — 49 375), а середній дохід на одну сім'ю — 63 674 долари (медіана — 61 250). Медіана доходів становила 41 354 долари для чоловіків та 31 125 доларів для жінок. За межею бідності перебувало 10,5 % осіб, у тому числі 10,8 % дітей у віці до 18 років та 13,6 % осіб у віці 65 років та старших.
Цивільне працевлаштоване населення становило 374 особи. Основні галузі зайнятості: виробництво — 25,4 %, освіта, охорона здоров'я та соціальна допомога — 14,2 %, мистецтво, розваги та відпочинок — 11,8 %.